# Canalul Culișer
Canalul Culișer este un fost curs de apă transformat în canal artificial din Câmpia de Vest. Canalul începe din Râul Crișul Negru, trece prin localitatea Tăut traversează municipiul Salonta și se varsă în Ungaria, tot în Crișul Negru. Canalul este folosit pentru irigații și desecări.

## Hărți
- Harta munții Apuseni